# Strophopteryx
Strophopteryx is een geslacht van steenvliegen uit de familie vroege steenvliegen (Taeniopterygidae). De wetenschappelijke naam van het geslacht is voor het eerst geldig gepubliceerd in 1929 door Frison.

## Soorten
Strophopteryx omvat de volgende soorten:
- Strophopteryx appalachia Ricker & Ross, 1975
- Strophopteryx arkansae Ricker & Ross, 1975
- Strophopteryx cucullata Frison, 1934
- Strophopteryx fasciata (Burmeister, 1839)
- Strophopteryx limata (Frison, 1942)
- Strophopteryx nohirae (Okamoto, 1922)
- Strophopteryx rickeri Zhiltzova, 1976